# 独眼巨人
独眼巨人英文为“Cyclops”，音译库克洛普斯或賽克洛普斯，语意是圆眼。在希腊神话居住於西西里岛，其独眼长在额头上。
希腊神话裡，第一代共三个独眼巨人是乌拉诺斯和盖亚的孩子，取名布隆特斯（Βρόντης）、史特羅佩斯（Στερόπης）、阿爾格斯（Ἄργης）。古希腊诗人赫西俄德描述它们强壮、固执、感情冲动，很会制造使用各种工具和武器。第二代獨眼巨人多為海神波賽頓與涅瑞伊德斯所生，其家族成員以波吕斐摩斯较为著名。

## 可能起源

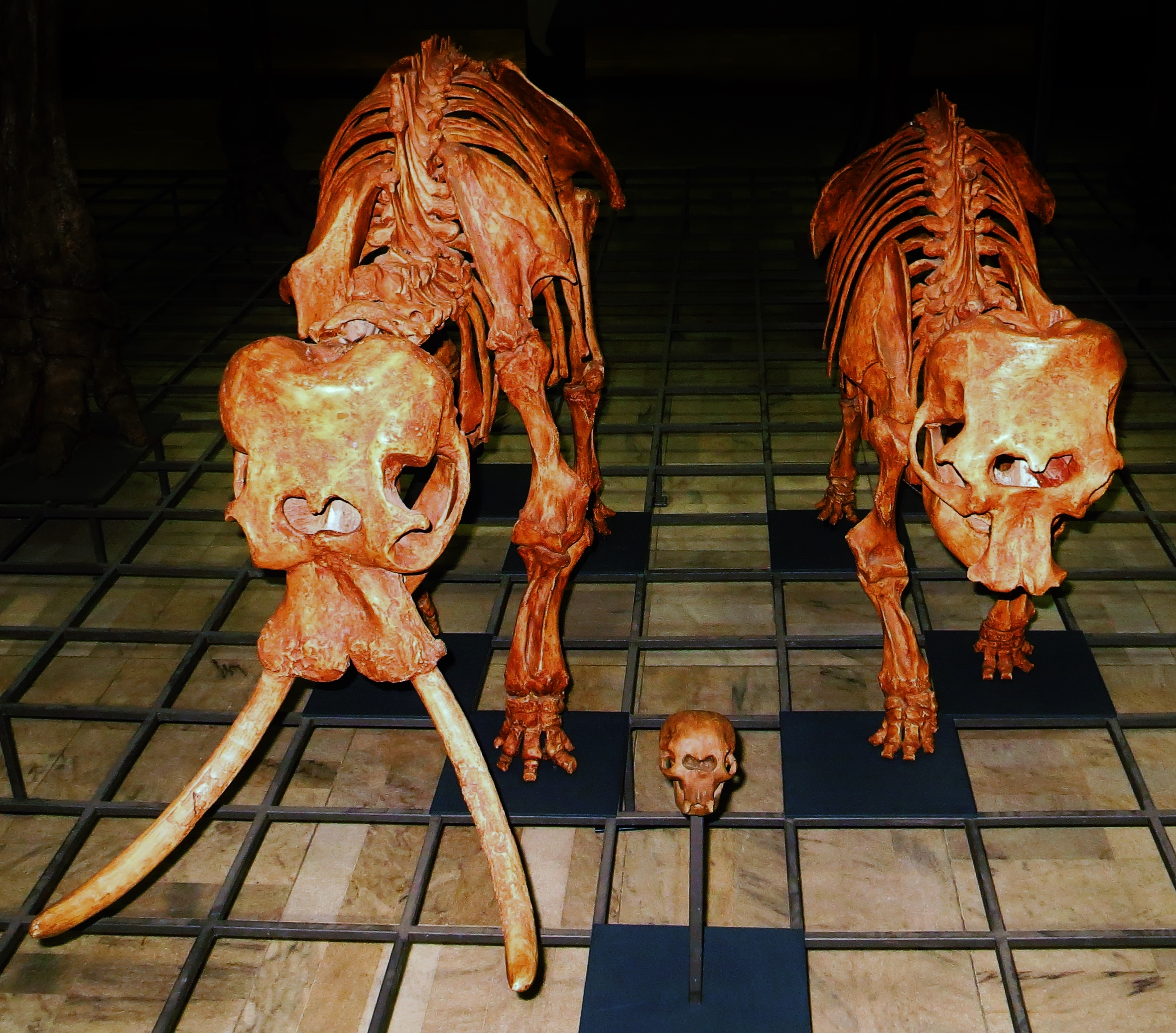
歐洲矮象（P. falconeri）全身骨骼化石，可以看到顱骨上巨大的後鼻孔

1914年，古生物學家奧塞尼奧·艾貝爾提出了一個獨眼巨人可能的起源，他認為波吕斐摩斯可能啟發自發現於義大利與希臘海濱洞穴的更新世矮象化石。矮象的巨大後鼻孔可能被當時發現的人誤認為是巨大的眼窩。
獨眼畸形，屬於較少見的先天性障礙，會導致胎兒僅有發育出獨眼。雖然有學者認為獨眼畸形可能啟發獨眼巨人的傳說。但實際上，獨眼畸形的眼睛位置大多會位於鼻下，與獨眼巨人位於額頭位置的眼睛有所差異。
另外，沃爾特·布林克特認為海希奧德的獨眼巨人（宙斯雷霆的鑄造工匠）可能是啟發自當時的鐵匠行會